# Omer
Un omer es una antigua unidad de medida (equivalente a 2,2 litros) usada en la época del Reino de Judá. La palabra omer es a veces traducida como "gavilla" - específicamente una gran cantidad de grano suficiente para agruparse en  fardos. Un omer de cebada era una ofrenda del día después del Shabat durante la Pascua (más exactamente la fiesta de los Matzot o panes sin levadura) durante el período de sacrificios. Además, cuando Dios enviaba maná a los israelitas en el desierto, éstos debían recolectar "un omer por cada persona de su tienda".
En el judaísmo, la significancia del omer se manifiesta en la tradición de la Cuenta del Omer (sefirat ha'omer), que son los cuarenta y nueve días comprendidos entre la segunda noche de Pascua y la noche antes del Shavuot. un conjunto que se encarga de investigar y aportar sus descubrimientos a la vida